# Bilska Wolja
Bilska Wolja (ukrainisch Більська Воля; russisch Бельская Воля Belskaja Wolja, polnisch Bilska Wolja) ist ein Dorf im Nordwesten der ukrainischen Oblast Riwne mit etwa 1800 Einwohnern (2019).

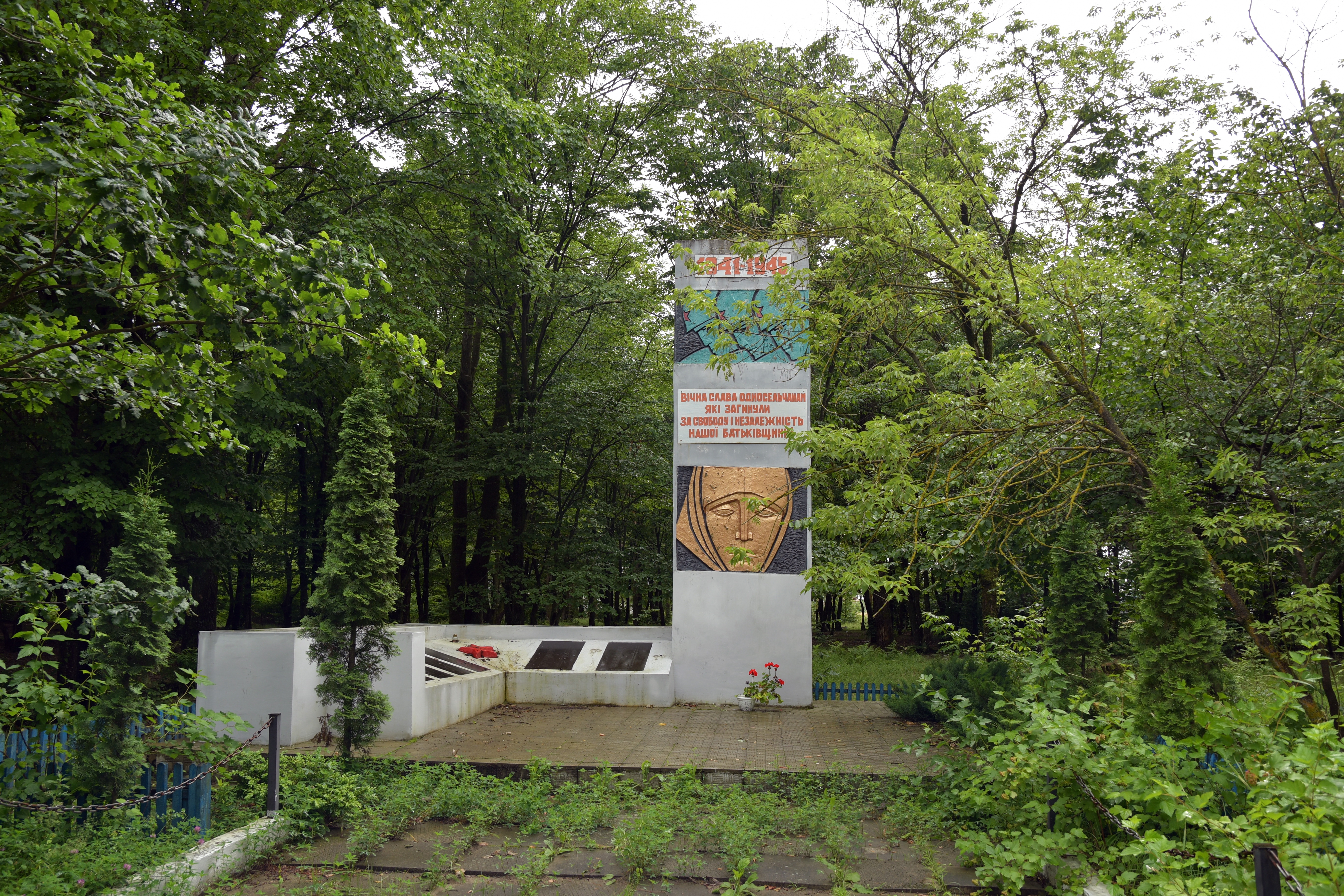
Denkmal im Ort

Das erstmals 1629 schriftlich erwähnte Dorf liegt in der historischen Landschaft Wolhynien zwischen dem linken Ufer des Styr, einem 494 km langen Nebenfluss des Prypjat und dem Bile-See (ukrainisch Біле озеро, zu deutsch Weißer See), dem mit 453 Hektar zweitgrößten See der Oblast.
Bilska Wolja befindet sich 38 km westlich vom ehemaligen Rajonzentrum Wolodymyrez und 135 km nördlich vom Oblastzentrum Riwne. Durch das Dorf verläuft die Territorialstraße T–18–08.
Am 12. Juni 2020 wurde das Dorf ein Teil neu gegründeten Stadtgemeinde Warasch; bis dahin bildete es zusammen mit den Dörfern Beresyna (Березина), Kruhle (Кругле) und Rudka (Рудка) die Landratsgemeinde Bilska Wolja (Більськовільська сільська рада/Bilskowilska silska rada) im Südwesten des Rajons Wolodymyrez.
Am 17. Juli 2020 wurde der Ort ein Teil des neugegründeten Rajons Warasch.